# Grazie prego scusa
Grazie prego scusa è un singolo del rapper italiano Nayt, pubblicato il 26 settembre 2019 come primo estratto dal quinto album in studio Mood.

## Tracce
1. Grazie prego scusa – 3:19